# 閻治堂

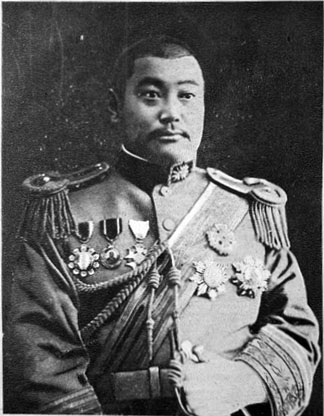

阎治堂（?—?）字子勤，直隶景县人，中华民国军事将领，直系曹锟的部下。

## 生平
阎治堂历任北洋陆军第三师团长、陆军第二十师旅长。 1920年7月直皖战争结束后，他任北洋陆军第二十师师长，率军驻陕西。1923年，他被将军府授予“治威将军”。1924年9月，他率所部参加第二次直奉战争，任直军方面的援军第六路司令。后来吴佩孚组织十四省讨贼联军，自任总司令，抵抗国民革命军北伐，于1926年（民国15年）6月，委任阎治堂为讨贼联军第三军总司令。
此后其生平不详。